# 阿弓唯
阿弓唯（日语：あゆみ ゆい，2月3日—），日本女漫畫家，A型水瓶座，出生於東京都。1987年以「向日葵幻想」（ひまわりイリュージョン）入選第四次的《Nakayoshi》（なかよし）（譯名為好朋友）新人漫畫賞，並且在1987年《Nakayoshi豪華版》（なかよしDeluxe）夏日號出道。
阿弓唯為1990年代《好朋友》月刊的代表漫畫家，以纖細的線條、清柔觸感的繪圖風格而有相當高的人氣。雖然連載的原作很多，短篇漫畫也公論有相當深刻的表現。她的興趣為收集泰迪熊，作品中也常有泰迪熊的出現。現在常說的「萌」之語源中，有一個看法是從她的作品中的主角‧高津萌的迷在網路上寫著而開始的。

## 年表
- 1987年 因為第四次好朋友新人漫畫賞入選『向日葵幻想』，而在《Nakayoshi豪華版》1987年夏日號出道。
- 1995年 《微笑學園歡迎你》廣播劇CD化。
- 1996年 《蘋果小廚娘』的菜單於GUSTO餐廳販售。(港譯：偶像小廚師)
- 2003年 負責電視動畫『妮嘉尋親記』的漫畫版連載。
- 2004年 暫停漫畫連載。

## 代表作品
- 蘋果小廚娘（原作：小林深雪）
- 微笑學園歡迎你
- 櫻桃奶媽
- 發條娃娃

## 外部連結
- （日語）個人網站「Room-A」 （页面存档备份，存于）